# David Špiler
David Špiler, né le 2 janvier 1983 à Kranj, est un handballeur international slovène.
Il évolue au poste d'arrière ou d'ailier gauche dans le club biélorusse du HC Meshkov Brest. 

## Palmarès
Compétitions internationales
- Ligue SEHA (1) : 2013

Compétitions nationales
- Championnat de Slovénie (3) : 2007, 2008, 2010
- Coupe de Slovénie (2) : 2007, 2010
- Championnat de Croatie (3) : 2011, 2012, 2013
- Coupe de Croatie (3) : 2011, 2012, 2013
- Championnat de Biélorussie (2) : 2014, 2015
- Coupe de Biélorussie (2) : 2014, 2015